# Oxybelus bipunctatus
Oxybelus bipunctatus ist ein Hautflügler aus der Familie der Crabronidae.

## Merkmale
Die Wespe erreicht eine Körperlänge von 3,5 bis 6 Millimetern (Weibchen) bzw. von 3 bis 5 Millimetern (Männchen). Man kann die Art relativ gut von den übrigen Arten der Gattung Oxybelus unterscheiden. Der herzförmige Hinterleib ist bronzefarben glänzend. Zumindest auf dessen ersten beiden Tergiten befinden sich seitlich weißliche Flecken. Die Mandibeln sind basal häufig gelb gefärbt.

## Vorkommen
Die Art ist in Nordafrika, Europa bis 63° nördliche Breite und Asien, östlich bis Japan, sowie in Nordamerika verbreitet. Sie besiedelt verschiedene sandige Lebensräume, auch im Siedlungsgebiet des Menschen. Die Art fliegt von Juni bis September, wobei vermutlich eine zweite Generation ausgebildet wird. Sie ist in Mitteleuropa verbreitet anzutreffen.

## Lebensweise
Das Nest von Oxybelus bipunctatus, welches häufig gemeinschaftlich angelegt wird, besteht aus einem bis zu sechs Zentimeter tiefen Gang, an dessen Ende nur eine Zelle liegt. Die Brut wird mit Fliegen versorgt, wobei die Weibchen, typisch für Grabwespen der Gattung Oxybelus, ihre Opfer im Flug am Stachel hängend transportiert. Beim Rückflug des Wespenweibchens zum Nest kann man häufig beobachten, dass sie von parasitisch lebenden Fleischfliegen der Gattung Metopia verfolgt wird. Die Wespenweibchen versuchen, diese durch Flugmanöver abzuschütteln und verschwinden am Ziel angekommen rasch im Nest. Die Fliegenweibchen versuchen ihr Ei am Hinterleib des Wespenweibchens abzulegen, wie es auch die Weibchen der Gattung Macronychia tun. Hedychridium ardens ist als Kuckuckswespe bei der Art nachgewiesen.